# Henry Forder
Henry Forder   (Shotesham, 27 de setembre de 1889 - Point Chevalier i Auckland, 21 de setembre de 1981) va ser un matemàtic anglès que va treballar a Nova Zelanda.

## Vida i Obra
Fill s'un ferrer que va comprar la ferreria de Worstead (uns deu quilòmetres al nord de Norwich) i que era molt aficionat a la lectura, Forder es va educar a Worstead i també va tenir una forta inclinació per la lectura que li va durar tota la vida. El mestre de l'escola parroquial de Worstead va reconèixer el seu potencial i va aconseguir, amb els seus pares, una beca per fer l'ensenyament secundari al Paston College no lluny de la seva vila. El 1907, en acabar els estudis secundaris, va rebre una nova beca per estudiar matemàtiques al Sidney Sussex College de la universitat de Cambridge, en la qual es va graduar el 1910.
A partir de 1910 va ser professor de matemàtiques de diversos instituts de secundària a Manchester, Londres i Cardiff fins que el 1933 va acceptar una plaça de professor de matemàtiques a la universitat d'Auckland (Nova Zelanda), en la qual va romandre fins a la seva retirada el 1955. Després de retirar-se es va quadra a viure a Auckland, on va morir el 1981.
El departament de matemàtiques de la universitat va ser pràcticament obra seva, ja que va passar de un professor a sis professors. També va treballar incansablement per aconseguir una biblioteca digna de la universitat. Va ser un mestre inoblidable pels seus deixebles.
Les seves publicacions van ser totes en el camp de la geometria, entre les quals destaquen The Foundations of Euclidean Geometry (1927) i The Calculus of Extension (1941). De forma indirecta també va incidir en els fonaments de la geometria.